# Marian Eiger

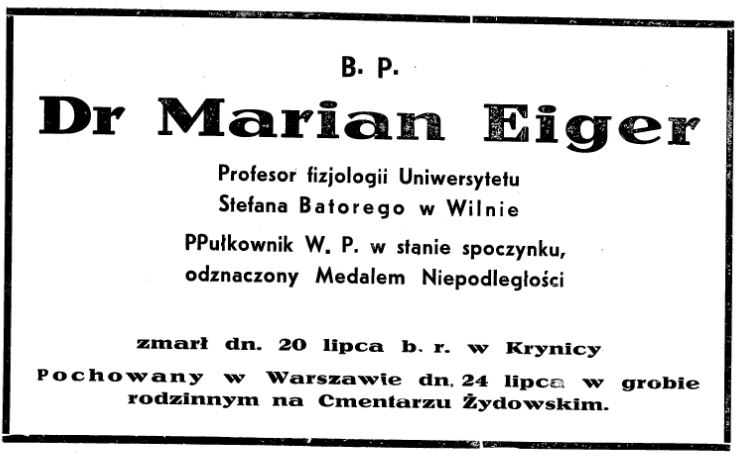
Nekrolog Mariana Eigera

Marian (właśc. Abraham Meir) Eiger, ps. Czarnecki (ur. 22 sierpnia 1873 w Częstochowie, zm. 20 lipca 1939 w Krynicy) – polski lekarz, fizjolog żydowskiego pochodzenia, podpułkownik lekarz Wojska Polskiego.

## Życiorys
Syn Jakuba Eigera (zm. 1888), właściciela fabryki cementu, i Franciszki z domu Mendelson (1836–1894). Pochodził ze znanej żydowskiej rodziny rabinów, jego pradziadem był Akiwa Eger (1761–1837). 
Uczęszczał do gimnazjum w Warszawie, potem studiował medycynę na Cesarskim Uniwersytecie Warszawskim, Uniwersytecie w Dorpacie i Uniwersytecie Moskiewskim. Jego nauczycielami byli m.in. Feliks Nawrocki i Michaił Nikiforow. Po ukończeniu studiów w 1899 praktykował przez pięć lat w Berlinie u Mendla, Fränkla i Richtera. W 1902 wstąpił do SDKPiL, wszedł w skład Komitetu Zagranicznego – organu, który wówczas kierował działalnością partii. 
W latach 1905–1906, w czasie wojny rosyjsko-japońskiej był lekarzem wojskowym i konsultantem w Port Arthur. 
Od 1907 w Warszawie. Pracował w klinice Teodora Dunina i w Szpitalu Dzieciątka Jezus u Przewoskiego i Dmochowskiego. W 1909 przedstawił w Moskwie dysertację, na podstawie której otrzymał tytuł doktora medycyny. Od 1910 do 1914 był asystentem Napoleona Cybulskiego w Instytucie Fizjologii UJ. W 1915 został Privatdozentem na Uniwersytecie w Bernie, i wykładał tam fizjologię do 1919. Po odzyskaniu niepodległości przez Polskę wrócił do kraju. 
Wziął udział w wojnie z bolszewikami. 24 czerwca 1920 roku został zatwierdzony z dniem 1 kwietnia 1920 roku w stopniu podpułkownika, w Korpusie Lekarskim, w „grupie oficerów byłych Korpusów Wschodnich i byłej armii rosyjskiej”. Był członkiem Wojskowej Rady Sanitarnej w Warszawie. 18 sierpnia 1920 roku został oddany do dyspozycji szefa sanitarnego Dowództwa Okręgu Generalnego „Kielce” i mianowany kierownikiem wszystkich szpitali wojskowych w Zagłębiu Dąbrowskim. W 1922 roku został przeniesiony do rezerwy. Posiadał przydział w rezerwie do kompanii zapasowej sanitarnej Nr 9, a w następnym roku do 9 batalionu sanitarnego w Siedlcach. Zweryfikowany w stopniu podpułkownika ze starszeństwem z dniem 1 czerwca 1919 roku i 57. lokatą w korpusie oficerów rezerwy sanitarnych, grupa lekarzy.
W 1922 otrzymał katedrę fizjologii na Uniwersytecie Stefana Batorego w Wilnie. W 1938 przeszedł na emeryturę i przeniósł się do Warszawy. Zmarł 20 lipca 1939 na zawał serca w Krynicy. Został pochowany 24 lipca na cmentarzu żydowskim w Warszawie przy ulicy Okopowej. Położenie grobu jest nieznane.
Był wiceprzewodniczącym Rady Akcjonariuszy Towarzystwa Fabryk Portland-Cementu Wysoka S.A. Należał do Towarzystwa Medycyny Społecznej w Warszawie, Towarzystwa Przyjaciół Nauk w Wilnie, Polskiego Towarzystwa Psychiatrycznego. Został odznaczony Medalem Niepodległości.
Prace Eigera dotyczyły m.in. automatyzmu serca, elektrokardiografii (której był jednym z pionierów), regulacji przewspółczulnej, wydzielania żółci, endokrynnej czynności trzustki, nowotworzenia. 

## Wybrane prace
- Topografia zwojów nerwowych wewnątrzsercowych u świnki morskiej, myszy białej i człowieka. Warszawa : Towarzystwo Naukowe Warszawskie, 1911
- Metoda elektrokardyograficzna, jej znaczenie, oraz zastosowanie kliniczne. Przegląd Lekarski 50, 6, ss. 77-80 i 7, ss. 96-99 (1911)
- Podstawy fizyologiczne elektrokardyografii. Kraków : Akademia Umiejętności, 1911
- Die physiologischen Grundlagen der Elektrokardiographie[11]. (1913)
- Das Elektrokardiogramm als Ausdruck der algebraischen Summe (bzw. Resultante) der Aktionsströme des einkammerigen und zweikammerigen Herzens. Die physiologischen Grundlagen der Elektrokardiographie[12]. (1915)
- Krew W: Fizyologia człowieka T. I. Warszawa 1915 ss. 28-64
- Doświadczalne badania choroby Basedowa. Przegląd Lekarski 55, 17, ss. 302-303 (1916)
- Elektryczność, wytwarzana przez ustrój żywy, jako zjawisko fizyczno-chemiczne przemiany materji. Lekarz Wojskowy 2, 12, ss. 358-372 (1921)
- Les ganglions et les cellules nerveuses sousendocardioques : leur role dans l'automatisme du coeur. Zürich : Ed. Art. Institut Orell Füssli, 1923
- M. Eiger, F. Grossman, E. Klemczyński. Badania interferometryczne krwi w zastosowaniu do ciąży i raka macicy. Warszawa, 1927
- Der Einfluss des Nervus Vagus auf die Glykogenbildung in der Leber und eine neue Methode zur Untersuchung des Leberstoffwechsels in seiner Abhängigkeit vom Nervensystem. Wilno, 1928
- O badaniach interferometrycznych. Warszawa, 1929
- Badania nad nowotworami doświadczalnemi. 1, Wpływ układu nerwowego mimowolnego oraz wpływ odżywiania na powstanie nowotworów doświadczalnych ; Djeta jako środek społeczno-leczniczy zapobiegawczy. Warszawa, 1930
- Untersuchungen über experimentelle Geschwülste I. Mitteilung Der Einfluß des vegetativen Nervensystems und der Ernährung auf die Entstehung experimenteller Geschwülste[13]. (1931)
- Próby przeciwfermentacyjnego leczenia raków i mięsaków szczurzych : doniesienie tymczasowe. Wilno, 1937
- M. Eiger, M. Januszkiewiczowa. Padaczki i ich leczenie z punktu widzenia endokrynologii w świetle interferometrii : doniesienie tymczasowe. Warszawa, 1938